# Iolanda Muíños
Iolanda Muiños Paredes, nació el 16 de octubre de 1975 en Narón, es una actriz gallega de teatro, televisión y cine.

## Trabajos

### Cine
- Trece campanadas (2003)
- Mar adentro (2004)
- Crebinsky (2011)
- El Desconocido (2015)
- 8 apellidos catalanes (2015)
- El verano que vivimos (2020)
- Cuñados (2021)
- Malencolía (2022)

### Televisión
- Cuéntame cómo pasó (2001)
- Platos combinados (2002)
- Rías Baixas (2003)
- Los Serrano (2004)
- Libro de familia (2006)
- Efectos secundarios (2007)
- La que se avecina (2007)
- Escoba! (2011)
- Pazo de Familia (2014)
- Centro Médico (2015)
- Acacias 38 (2015)
- Fariña (2018)
- Desaparecidos (2020)
- 3 Caminos (2020)
- Néboa (2020)
- A lei de santos (2020)
- Auga seca (2020)
- Hierro (2021)
- 48 horas para o si (2022)

## Reconocimientos
- 2005. Nominada a la mejor actriz protagonista de los Premios María Casar por Fobias
- 2006. Nominada a la mejor actriz protagonista en los premios Mestre Mateo por Libro de Familia
- 2007. Nominada a la mejor actriz en el festival de Perros por Estació Diciembre
- 2011. Ganadora a la mejor actriz protagonista de los Premios María Casar por Life is a paripé[1]
- 2022. Ganadora a la mejor interpretación femenina de reparto en los premios Mestre Mateo por Malencolía